# Волыняне

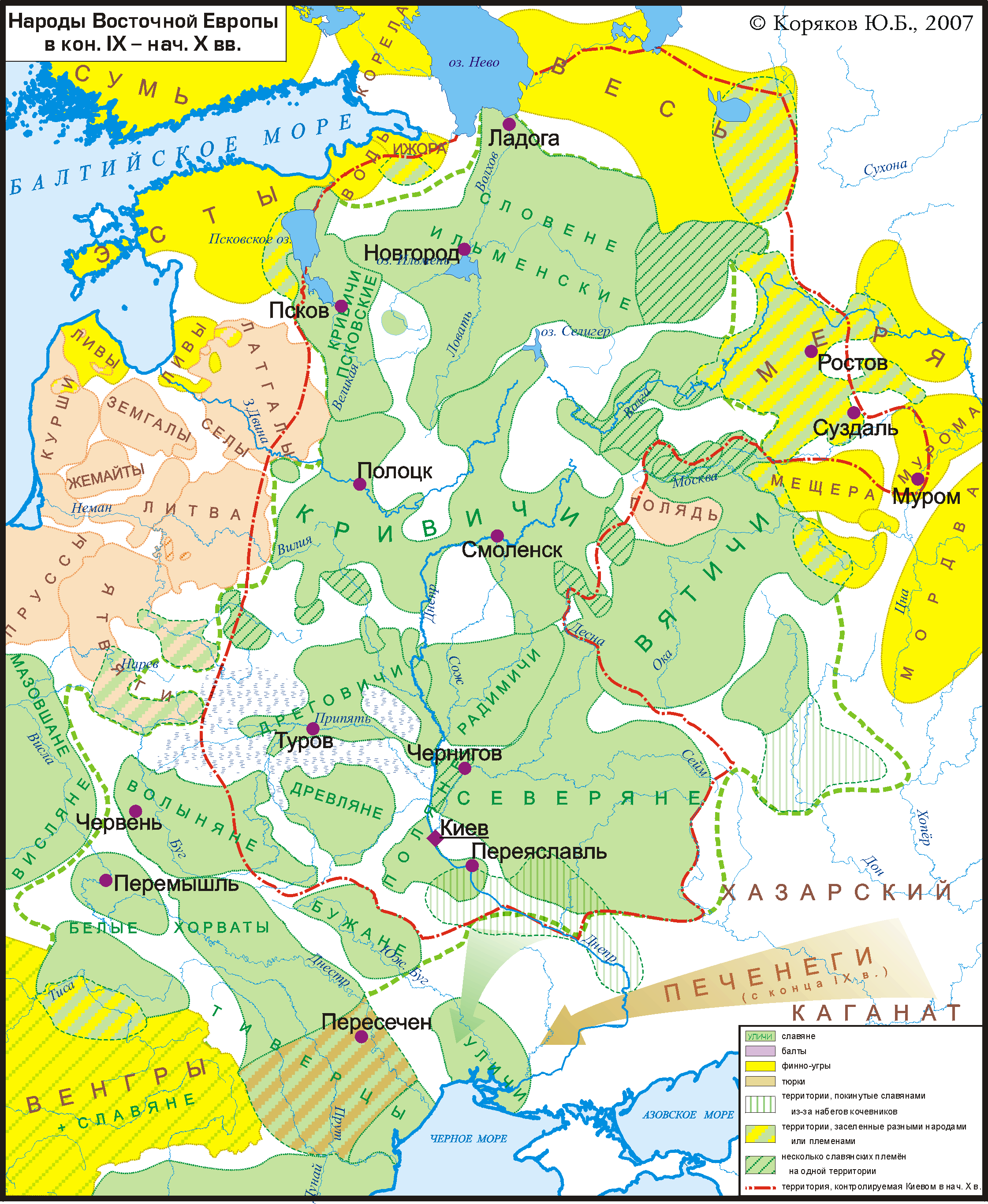
Восточные славяне и их соседи в конце IX — начале X вв.

Волыня́не, волы́няне (др.-рус. и церк.-слав. волы́няне), бужане — восточнославянское племя или племенной союз.

## Происхождение
В. В. Седов объединял волынян, древлян, полян и дреговичей в т. н. «дулебскую группу», которая представляла юго-западную ветвь восточных славян. Аналогичной точки зрения придерживалась И. П. Русанова, Г. Н. Матюшин, а также В. В. Богуславский и Е. И. Куксина. Иным названием у других специалистов было «дулебский племенной союз».

## Расселение
Обитали волыняне в конце X — начале XI вв. н. э. в бассейне верхнего течения Западного Буга и близ истоков реки Припяти. В соответствии с последними сведениями, волыняне владели семьюдесятью крепостями в конце X века. Главными городами волынян были Волынь и Владимир-Волынский.

### Археологические источники
Археологические исследования указывают на то, что у волынян были развиты земледелие и многочисленные ремёсла, в том числе ковка, литьё и гончарство.

### Письменные источники
Волыняне упоминаются в «Повести временных лет» в именном списке племён Руси в начале повести, где ещё нет летоисчисления, в периоде (до Рюрика) между смертью братьев, основателей Киева, и началом межплеменных столкновений, последовавших после смерти братьев:
И по сей братьи почаша дѣржати родъ ихъ княжение…Се бо токмо словѣнескъ языкъ в Руси: поляне, деревляне, новъгородьци, полочане, дьрьговичи, сѣверо, бужане, зане сѣдять по Бугу, послѣже же волыняне. И се суть инии языцѣ, иже дань дают Руси.
Арабский географ аль-Масуди сообщал во второй половине X в. о племенах «валинана» и «дулаба», которых в исторической литературе принято считать волынянами и дулебами. Вот что он говорит о волянынах:
Из этих племен одно имело прежде в древности власть над ними, его царя называли Маджак, а само племя называлось Валинана. Этому племени в древности подчинялись все прочие славянские племена; ибо (верховная) власть была у него, и прочие цари ему повиновались… 

Мы уже выше рассказывали про царя, коему повиновались, в прежнее время, остальные цари их, то есть Маджак, царь Валинаны, которое племя есть одно из коренных племен славянских, оно почитается между их племенами и имело превосходство между ними. Впоследствии же пошли раздоры между их племенами, порядок их был нарушен, они разделились на отдельные колена и каждое племя избрало себе царя.
«Баварский географ», источник середины IX века, сообщает похожие сведения, но о племени Zeriuani, расположенном по соседство с Velunzani:
(33) Lendizi.
(34) Thafnezi.

(35) Zeriuani, у которых одних есть королевство и от которых все племена славян, как они утверждают, происходят и ведут свой род.

(36) Prissani.
(37) Velunzani.

## История
В 981 году киевский князь Владимир Святославич захватил у Польши червенские города, с чем историки связывают присоединение и Волыни к Древнерусскому государству. В 988 году Владимир посадил на княжение во Владимире-Волынском своего сына Всеволода, тем самым образовав Волынское княжество.